# 大阪国際大学の人物一覧
大阪国際大学の人物一覧（おおさかこくさいだいがくのじんぶついちらん）は、大阪国際大学に関係する人物の一覧記事。

## 現職教職員
- 野呂輝久 - 客員教授（2016年～、名古屋大学経済学部卒（経済学士）、 元ガンバ大阪代表取締役社長）

## 在学生・卒業生
- 谷口真由美 - 法学者・元准教授・元全日本おばちゃん党代表代行
- 中嶋秀樹 - 衆議院議員
- 網本麻里 - 車いすバスケットボール選手、北京パラリンピック代表・得点王
- 森公平 - 新選組リアンメンバー
- 東原枝里 - 元バレーボール選手
- 中村かおり - バレーボール選手
- 田中シングル - お笑い芸人（8.6秒バズーカー）
- 椙本孝思 - 小説家
- 緒方汐音 - プロボクサー
- 牛窪心希 - ラグビー選手

## 元教員・退職した教員
- 市村真一 - 経済学者・元副学長（1988年～1995年）
- 新開陽一 - 経済学者・元教授
- 山田浩之 - 経済学者・元教授
- 三宅一郎 - 政治学者・元教授
- 岡本幸治 - 政治学者・元教授
- 慶野義雄 - 憲法学者・元教授
- 茅野良男 - 哲学者・元教授
- 降旗武彦 - 経営学者・元教授
- 長沢彰彦 - 元朝日放送（ABC）アナウンサー・元教授
- 相葉宏二 - 経営学者・元助教授
- 高梨敬一郎 - 元NHKアナウンサー・元教授